# Principio di realtà
Il principio di realtà, in psicoanalisi, è il principio dominante nella vita psichica dell'adulto, successivo e sostitutivo, nello sviluppo psichico dell'individuo, del ridotto principio di piacere, che domina invece la vita psichica del lattante. Il principio di realtà richiede l'accettazione di uno stato di tensione in cambio, in un prossimo futuro, di un piacere maggiore o di un dolore minore. 
Il principio di realtà e quello di piacere non sono da considerarsi antitetici, non agiscono in contrapposizione fra loro. Piuttosto il primo contribuisce a ridimensionare il secondo, costringendolo a tener conto di quelle che sono le condizioni reali di azione. Il principio di realtà non vieta al principio di piacere di esprimersi ma lo riporta entro certi limiti di azione.
Nell'ultimo Freud (successivamente alla pubblicazione di Al di là del principio di piacere, 1920) il principio di realtà è attribuito all'Io e scaturisce dalla contrapposizione tra l'Es e la realtà esterna.